# Dominik Gieysztor
Dominik Gieysztor herbu własnego (ur. 1762, zm. 13 stycznia 1850 w Dydwiżach) – sędzia ziemski i ziemiański merecki w latach 1792-1794, delegat województwa mereckiego do Rady Narodowej Litewskiej w 1794 roku.